# Delfo Cabrera

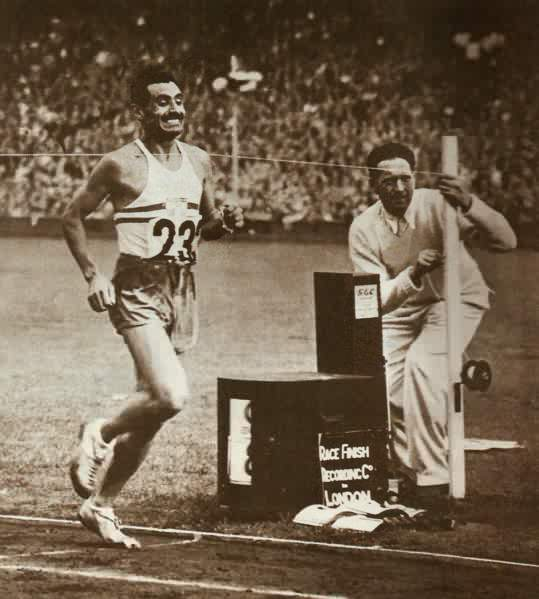
Delfo Cabrera bei seinem Olympiasieg 1948 in London

Delfo Cabrera Gómez (* 2. April 1919 in Armstrong, Provinz Santa Fe, Argentinien; † 2. August 1981 in Buenos Aires) war ein argentinischer Langstreckenläufer.
Er gewann bei den Olympischen Spielen 1948 in London die Goldmedaille im Marathonlauf. 1952 in Helsinki wurde er in derselben Disziplin Sechster.
1981 starb er an den Folgen eines Autounfalles.